# Зюзник виргинский
Зю́зник вирги́нский (лат. Lycopus virginicus) — вид цветковых растений рода Зюзник (Lycopus) семейства Яснотковые (Lamiaceae). 

## Ботаническое описание
Многолетнее травянистое растение с квадратными в сечении стеблями до 35 см высотой. Листья ярко-зелёные, супротивные, ланцетные, почти сидячие. Цветки собраны в пазушные кисти и имеют четырёхчленные пурпурные венчики. Плод приплюснутый.

## Распространение и местообитание
Зюзник виргинский произрастает в восточных регионах Северной Америки, особенно в Вирджинии, где растёт во влажных местах и вдоль рек.

## Хозяйственное значение и применение
Растение обладает седативным, вяжущим и отчасти наркотическим действием. Широко применяется для лечения кашля. Всё растение имеет мятный аромат.

## Синонимика
- Euhemus officinalis Raf.
- Euhemus sylvaticus Raf.
- Lycopus macrophyllus Benth.
- Lycopus virginicus var. macrophyllus (Benth.) A.Gray
- Lycopus virginicus var. pauciflorus Benth.
- Lycopus virginicus var. quercifolius Pursh[1]